# Ołeksij Kostusiew
Ołeksij Ołeksijowycz Kostusiew, ukr. Олексій Олекcійович Костусєв, ros. Алексей Алексеевич Костусев, trb. Aleksiej Aleksiejewicz Kostusiew (ur. 29 czerwca 1954 w Niewielsku na Sachalinie) – ukraiński polityk i samorządowiec narodowości rosyjskiej, w latach 2010–2013 mer Odessy.

## Życiorys
W 1975 ukończył studia w Instytucie Gospodarki Narodowej w Odessie. Uzyskał stopień doktora nauk ekonomicznych. Pracował jako kierownik katedry w Instytucie Inżynierów Floty Morskiej w Odessie, naczelnik wydziału nowych form gospodarowania, zastępca przewodniczącego komitetu wykonawczego Rejonu Kijowskiego Odessy, a także przewodniczący miejskiej komisji ds. prywatyzacji.
W wyborach w 1998 uzyskał mandat posła do Rady Najwyższej Ukrainy z ramienia bloku socjalistów i rolników, następnie związał się z grupą parlamentarną Trudowa Ukrajina oraz partią o tej samej nazwie. W czerwcu 2001 został mianowany przez prezydenta Łeonida Kuczmę na prezesa Komitetu Antymonopolowego Ukrainy (AMKU), na czele którego stał przez siedem lat. W związku z tym powołaniem złożył mandat poselski. Od 2004 sprawował funkcję przewodniczącego międzypaństwowej rady ds. polityki antymonopolowej krajów WNP. W tym samym roku stanął na czele ugrupowania Związek, następnie zaś wstąpił do Partii Regionów. W wyborach w 2006 uzyskał mandat deputowanego V kadencji z ramienia PR, który złożył po kilku miesiącach. W 2007 ponownie wybrany na posła, w maju 2008 odszedł z funkcji prezesa AMKU, jednak na stanowisko to powrócił w kwietniu 2010 po wygranych przez Wiktora Janukowycza wyborach prezydenckich.
W wyborach z 31 października 2010 został wybrany na mera Odessy, pokonując dotychczasowego gospodarza miasta Eduarda Hurwica. W październiku 2013 podał się do dymisji.
Ołeksij Kostusiew jest żonaty z Iryną, z którą ma córkę. Z poprzedniego związku ma syna Ołeksija Honczarenkę, który również został parlamentarzystą.